# Don Buonaparte
Don Buonaparte è un film del 1941 diretto da Flavio Calzavara.

## Trama
Don Geronimo Buonaparte è un parroco di uno sperduto paese dell'Appennino toscano. Riceve un messaggio da suo nipote Napoleone che gi propone la nomima a cardinale. La voce si sparge velocemente e dopo i compaesani che sognano il lusso si presentano approfittari e scrocconi. L'umile parroco preferisce aiutare i suoi compaesani, in particolare la giovane Mattea, orfana che considera come una figlioccia, rimanendo nel suo paese e declinando l'offerta.

## Produzione
Il film è stato realizzato negli stabilimenti Pisorno a Tirrenia.